# Тимофеевы
Тимофеевы —  русский дворянский род

## Происхождение и история рода
Согласно летописным свидетельствам, история дворянского рода этой фамилии восходит к началу XVI века.
По апокрифическим сведениям родословной легенды, орловский род Тимофеевых происходит от Митки Васильева сына Тимофеева, опричника Ивана IV Грозного (1573). Его сын — Богдан Дмитриевич записан сыном боярским в «десятни Переяславля» и вместе с женой Анной проживают до его гибели (1595) в Переяславле. После этого она отправляется в г. Орёл вместе с детьми: Дмитрием (р.1587) и Наумом (р.около 1585) утратив земли в Переяславле. Внук Богдана — Ананий Наумович Тимофеев состоит в городовой службе в Орле (1645).
Родоначальником Курской ветви рода считается Филипп Ананьевич Тимофеев, родившийся (около 1633) в Точуковском стане Орловского уезда в семье дворянина. В службу вступил (1653) рейтаром, состоял по списку царя Федора Алексеевича в Севском полку между дворянами и детьми боярскими (1680) «На службе рейтаром за ратные подвиги и служение, жалован землею тремястами четвертями, оклад ему учинен четыреста четвертей, да денег с городом, да поместья за ним в Орловском уезде в Точуковском стане.». От него происходит потомство: Игнат (р.1661), записан вотчины помещиков в г. Кромы (1686), стан Речитский, слобода Зборная (что была починок Лунев), Марк (р.1667), Корней (р.1669), Юрий (р.1671).
Единственная ветвь рода от Юрия Филипповича Тимофеева, имеет изученную поколенную роспись до наших дней и потомков:
- Михаил Юрьевич Тимофеев (р.1689/1701), рейтар в чине капрала, помещик с. Погожее, Старооскольский уезд, Тускарский стан[16][17]
  - жена Татьяна Осиповна Каменева[18]
- Герасим Михайлович Тимофеев (1715—1770), помещик
  - жена Евдокия Никитична Павлова (1722-умерла на 1782),[19]
- Василий Герасимович Тимофеев (1747—1780), помещик, с. Погожее, Тимская округа, Курская губерния
  - жена Анна Михайлова Тюнина (р.1742/62)[20]
- Василий Васильевич Тимофеев (р.1766/69 — умер до 1834) помещик, д. Лисий Колодезь, Тимская округа, Курская губерния[21]
  - жена Татьяна Степановна Щиголева (р. 1777/86 - 1834/50)[22]
- Федор Васильевич Тимофеев (1810/13 −1895), капитан, участник Восточной кампании,
награды: орден Св. Анны III ст. с мечами, орден Св. Станислава II ст.,
д. Верховье Лисьего Колодезя, имение хутор Хмелевой Колодезь, Тимский уезд, Курская губерния[23].

Его потомки:
- Константин Федорович Тимофеев (р.22.10.1849 - ?), окончил Чугуевское пехотное юнкерское училище, подполковник 123-го пехотного Козловского полка[24], участник Русско-турецкой войны 1877—78 гг., награды: орден Св. Анны II ст., орден Св. Станислава II ст., имение с. Красниково, Троицкая волость, Обоянский уезд, Курская губерния[25]
- Евгений Федорович Тимофеев (р.12.12.1850 — 27.11.1916 года, г. Обоянь), окончил Чугуевское пехотное юнкерское училище, капитан, участник Русско-турецкой войны 1877—78 гг., 34-го пехотного Севского Его Императорского Высочества наследного принца Австрийского полка, награжден орденом Св. Станислава III ст. c мечами и бантом за подвиг в Русско-Турецкой кампании 1877-78 гг.[26]
- Александр Федорович Тимофеев (р.28.08.1853/5 - ?), титулярный советник, кандидат права Московского университета,[27][28][29] награды: орден Св. Анны III ст.[30]
- Федор Федорович Тимофеев (р.17.02.1861 - ?), землевладелец
- Елизавета Федоровна Ревердатто (03.02.1863 -1942?)[31]